# Estilo de botella de Coca-Cola

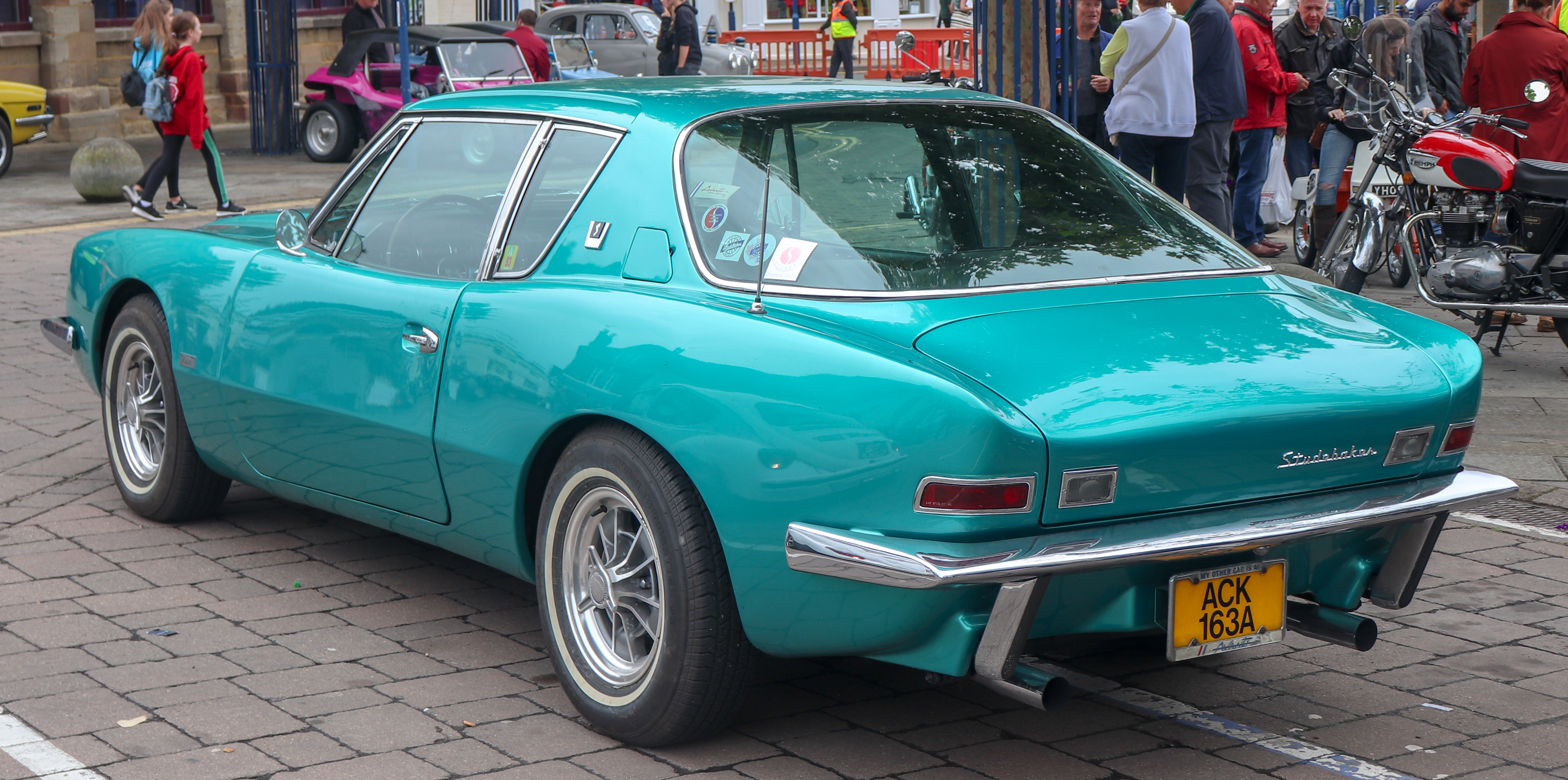
El diseñador industrial Raymond Loewy fue pionero en el estilo de botella de Coca-Cola en los automóviles, con el Studebaker Avanti de 1962

El estilo de botella de Coca-Cola es un diseño de carrocería de automóvil con un centro estrecho rodeado por unos amplios guardabarros, que tiene un parecido general a la forma de la clásica botella de vidrio del refresco de la marca Coca-Cola. Fue presentado por el diseñador industrial Raymond Loewy en el Studebaker Avanti de 1962, un gran turismo de estilo radical.
El diseño apareció en primer lugar en los reactores de combate, como una manera de reducir en gran medida el fuerte aumento de la resistencia aerodinámica que se produce a velocidades supersónicas. El uso de este diseño a menudo da como resultado una forma de fuselaje con una cintura reducida, que el Comité Asesor Nacional para la Aeronáutica (NACA) denominó como principio de diseño de la regla del área, e identificó coloquialmente con la forma de una botella de Coca-Cola, la cintura de una avispa o la silueta de Marilyn Monroe. La técnica de diseño de la regla del área es más eficaz entre Mach 0,75 y 1,2, o a velocidades superiores a 575 mph (925,4 km/h). La técnica de diseño en automóviles puede proporcionar un mayor atractivo visual, aunque supone una mejora de rendimiento insignificante.

## Desarrollo

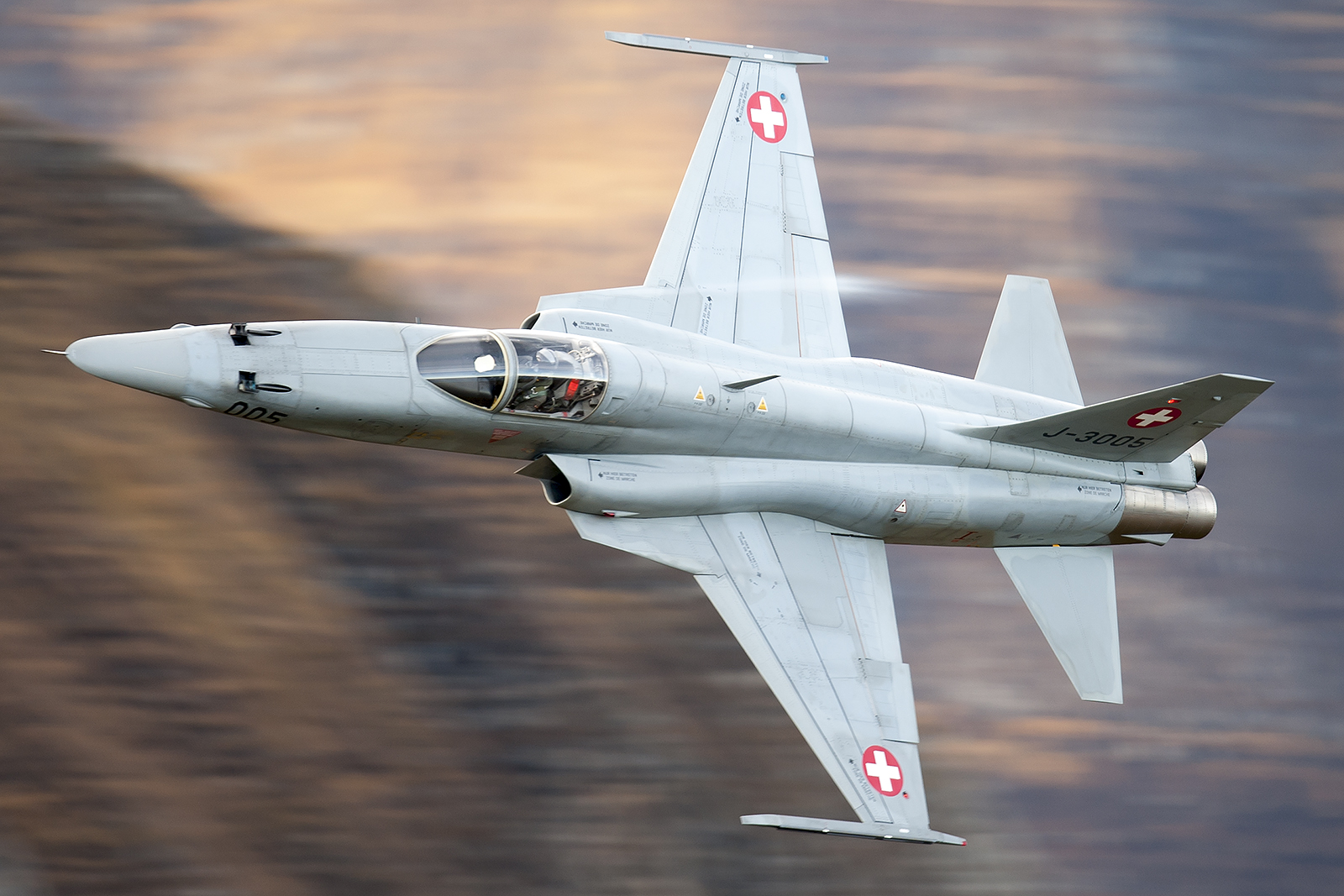
El Northrop F-5, un avión de combate diseñado a mediados de la década de 1950, cuyo fuselaje presenta el aspecto que se denominó "estilo de botella de Coca-Cola"

Las formas exóticas de los primeros aviones de combate supersónicos tuvieron una considerable influencia en el estilo de los automóviles. Primero fue la moda de las aletas traseras, que apareció a mediados de la década de 1950 y estaba en declive a principios de la década de 1960; y luego sería el aspecto de "botella de Coca-Cola" de los aviones de combate de alto rendimiento con un marcado perfil de cintura de avispa, como el Northrop F5. El resultado fueron automóviles de lujo y alto rendimiento, como el Studebaker Avanti de 1962 y el Buick Riviera de 1963, que "se parecían vagamente a botellas de Coca-Cola colocadas de lado".

### Estados Unidos

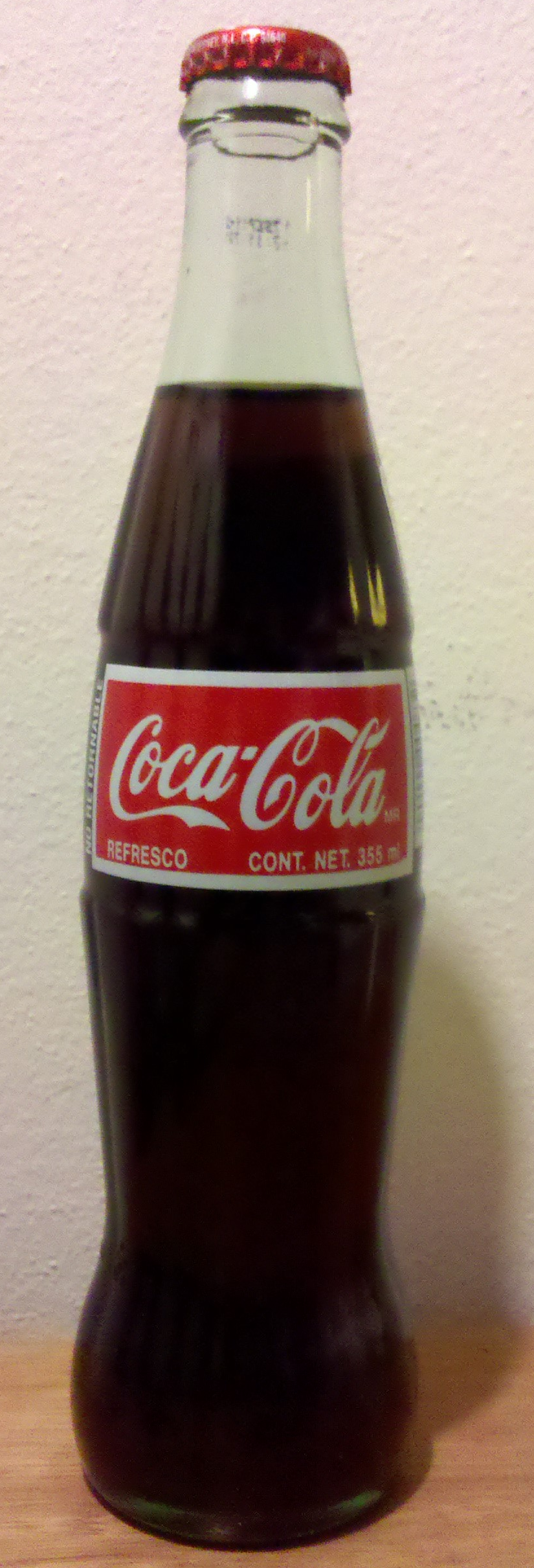
La clásica forma curvada de una botella de Coca-Cola

Studebaker presentó el Avanti, un gran turismo diseñado en 1962 por Raymond Loewy con un pronunciado aspecto de botella de Coca-Cola. Los modelos de tamaño completo Pontiac de 1962 también "tenían un sutil pliegue horizontal aproximadamente a la mitad [del costado de la carrocería] y una ligera constricción de cintura de avispa en las puertas, para ensancharse de nuevo en los cuartos traseros" Uno de los ejemplos más limpios del estilo de "botella de Coca-Cola" fue el Buick Riviera de 1963, un automóvil de lujo personal pionero. Chevrolet aplicó por primera vez el aspecto de botella de Coca-Cola en el Corvette Sting Ray de 1963, diseñado por Bill Mitchell.

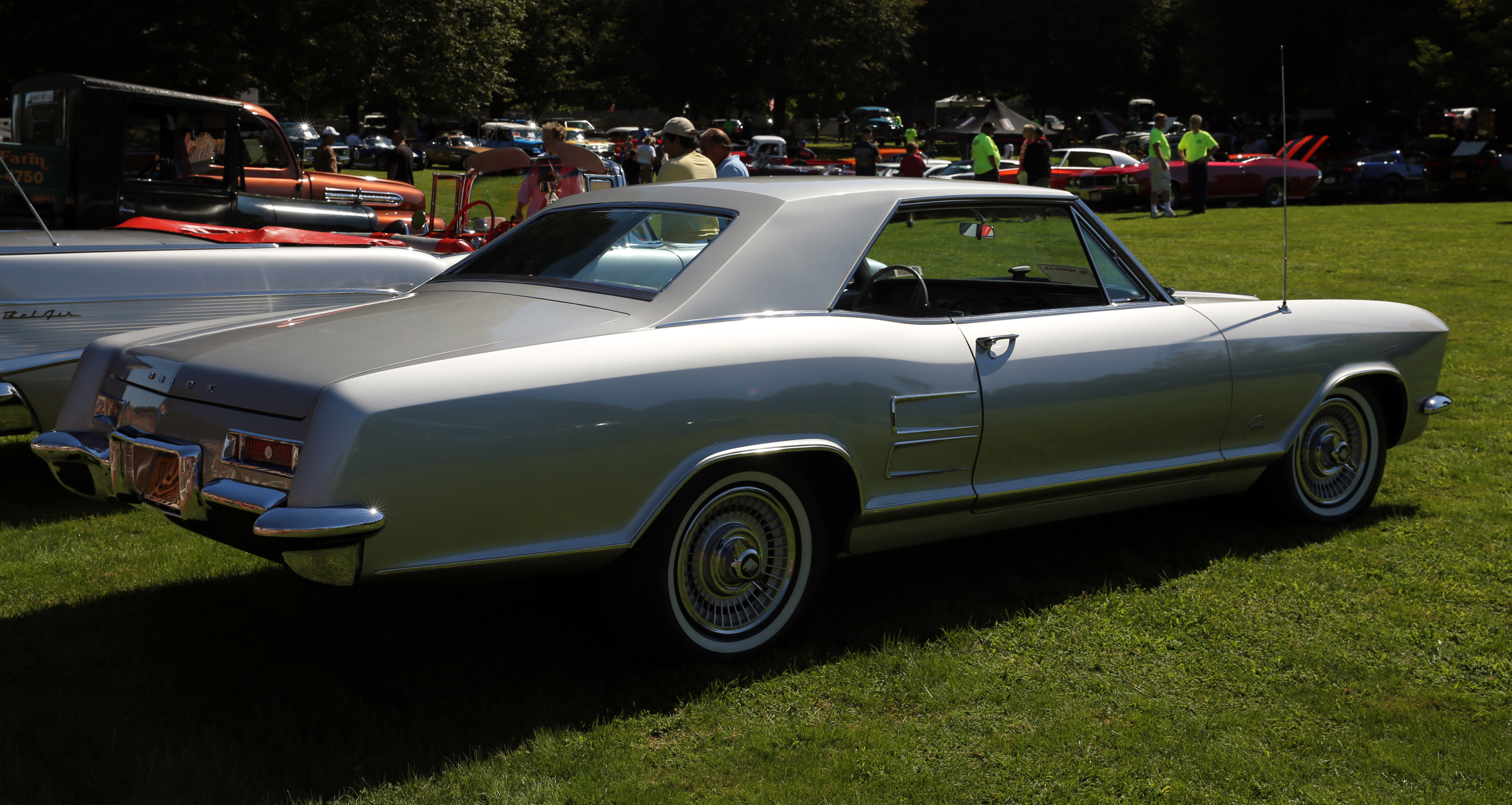
Buick Riviera de 1963, con perfil de botella de Coca-Cola

Para 1966, los sedanes sobre la plataforma "A" de General Motors recibieron un estrechamiento en su parte central y guardabarros abultados. Los modelos medianos como el Pontiac Tempest, el Dodge Charger y el Ford Torino pronto siguieron su ejemplo, así como los compactos como el Ford Maverick y el Plymouth Duster. General Motors también diseñó sus coches de tamaño completo sobre la plataforma "B" de 1965 a 1968 con este estilo, que se acentuó en los modelos hardtop de dos puertas fastback. La "interpretación de Chrysler del estilo de botella de Coca-Cola para sus vehículos de la plataforma "B" en apuros... [resultó en]... líneas suaves, curvas sutilmente redondeadas y proporciones casi perfectas". Los automóviles notables con este estilo incluyen muchos de los muscle car durante esta época, como los Pontiac GTO, Chevrolet Camaro y Dodge Charger.
Los "temas" de diseño, como los abultados guardabarros "hop up", se hicieron tan omnipresentes en la industria que el nuevo American Motors de 1967, el Rebel, fue criticado porque "visto desde cualquier ángulo, cualquiera que no sea un aficionado absoluto a los coches tendría problemas para distinguir el Rebel de su competencia de GM, Ford y Chrysler Corp.". Además, AMC descubrió que, en comparación con el estilo con crestas profundamente esculpidas, "los paneles redondeados de 'botella de Coca-Cola' serían más fáciles de hacer y los troqueles durarían más, una consideración de costo importante".
El especialista en automóviles Clinton Walker describió el producto arquetípico de los suburbios australianos, el muscle car, con su "golpe de cadera de la botella de Coca-Cola pero ¿con el vientre desnudo de una gogó?" Según el historiador automotriz Darwin Holmstrom, Chevrolet "lo llevó a su extremo ilógico con el Corvette de 1968, aunque ese automóvil se parecía más a un falo protésico que a una botella de Coca-Cola".
A finales de la década de 1970 y principios de la de 1980, coches como el Ford Fairmont y los Chrysler con plataforma K se movieron hacia líneas rectas. El Audi 100 y el Ford Taurus recondujeron las tendencias imperantes hacia un estilo aerodinámico más funcional.

### Mercados internacionales
Este estilo "comenzó a verse en todo el mercado y, en poco tiempo, en todo el mundo". Los automóviles japoneses, europeos y australianos también adoptaron este estilo durante la década de 1970. El fabricante de automóviles japonés Nissan ofreció esta apariencia en los modelos Nissan Cedric, Nissan Gloria, Nissan Laurel, Nissan Bluebird y Nissan Violet de la década de 1970. Toyota también ofreció esta apariencia en el Toyota Corona Mark II de 1972-1976, el deportivo de producción limitada llamado Toyota 2000GT y el Toyota Celica. Mitsubishi también adoptó esta apariencia en el Galant de 1973-1980 y en el Lancer de 1973-1979. Generalmente se considera que el automóvil más pequeño con este estilo es el Suzuki Fronte 360 de 1967, que tenía menos de 3 m (10 pies) de largo, mientras que el Subaru 360 también usaba elementos de estilo similares, en particular el curvilíneo "perfil de la cintura". La apariencia incluso se usó en la cultura popular en el anime japonés Speed Racer's Mach 5.
No todos los coches mostraban el estilo de botella de Coca-Cola completo vistos en planta, con la cintura estrechándose. Algunos de ellos, como el Ford Cortina Mark III británico, lograron un aspecto similar en su perfil con el alerón delantero curvándose sobre el área de la rueda delantera y una curva mucho más pronunciada sobre el arco de la rueda trasera.

## Ejemplos de automóviles
- AMC Ambassador (1967-1969)[18]
- AMC Javelin (1968-1974)[19]
- Rambler Marlin (1967)[18][20]
- AMC Rebel (1967-1969)[18][21]
- Chevrolet Corvair (1965-1969)[22]
- Chevrolet Impala de cuarta generación (1965-1970)[23]
- Studebaker Avanti (1963-1964)[24]

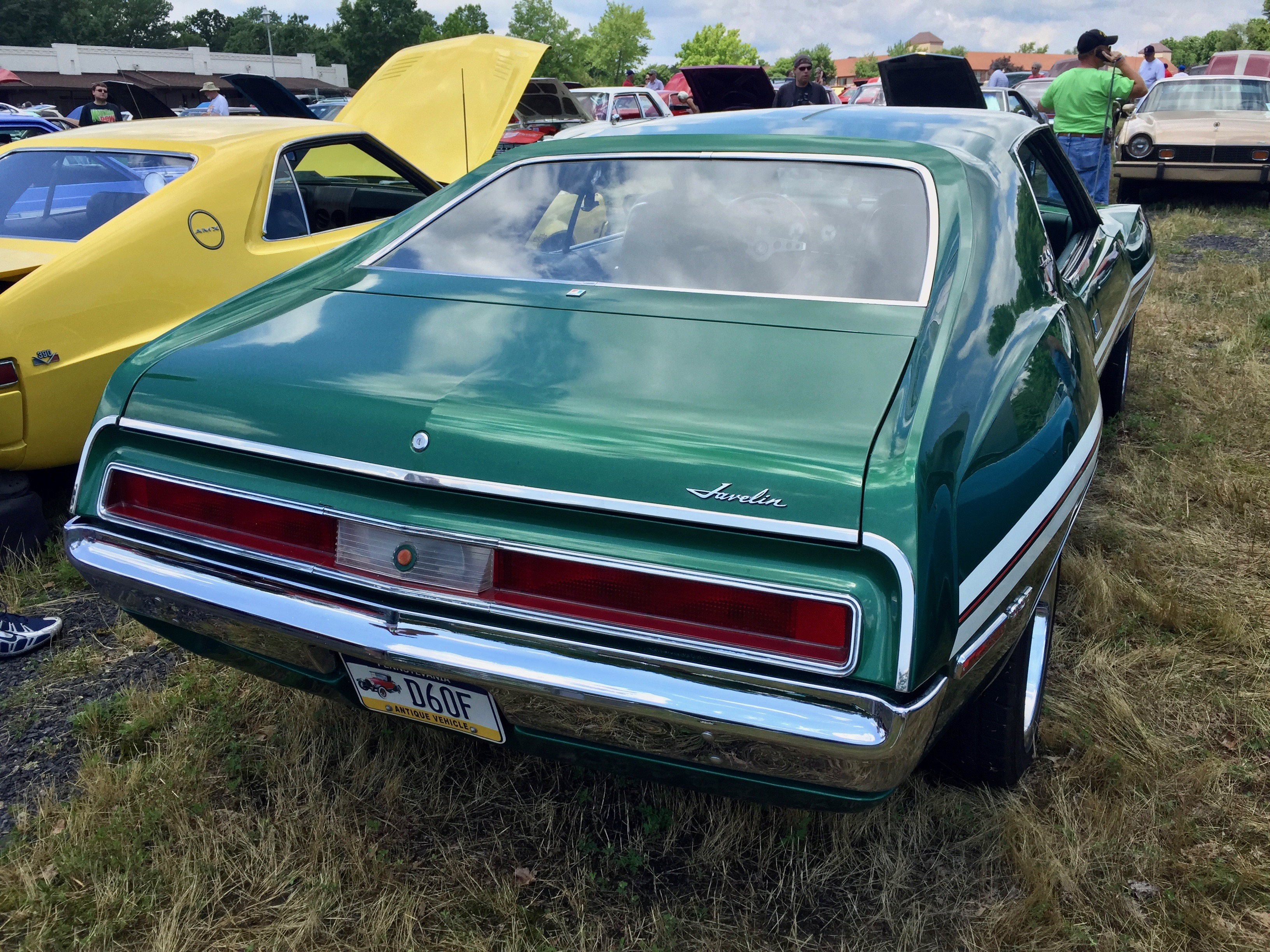
AMC Javelin de 1971 con guardabarros acampanados
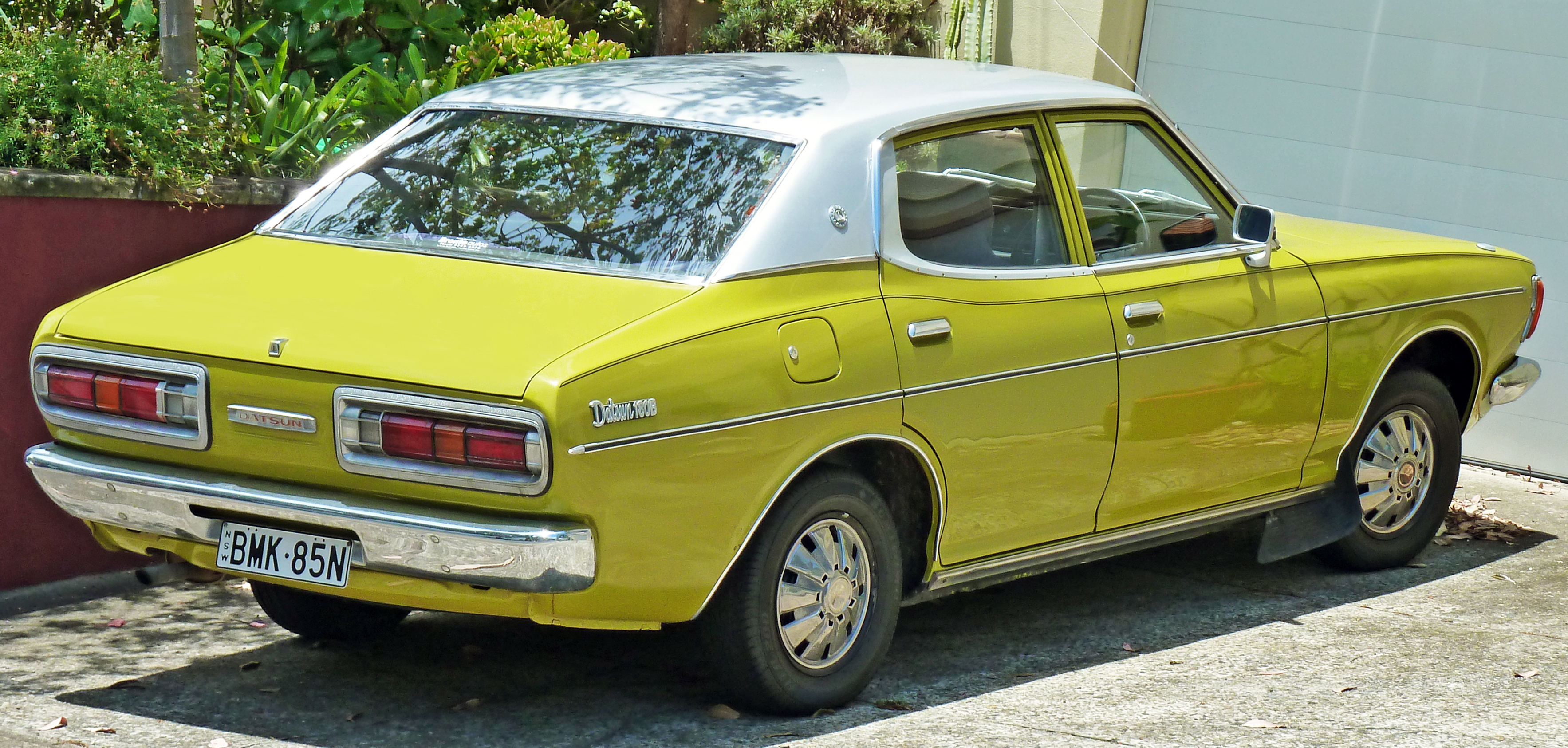
Datsun 180B GL sedán de 1977
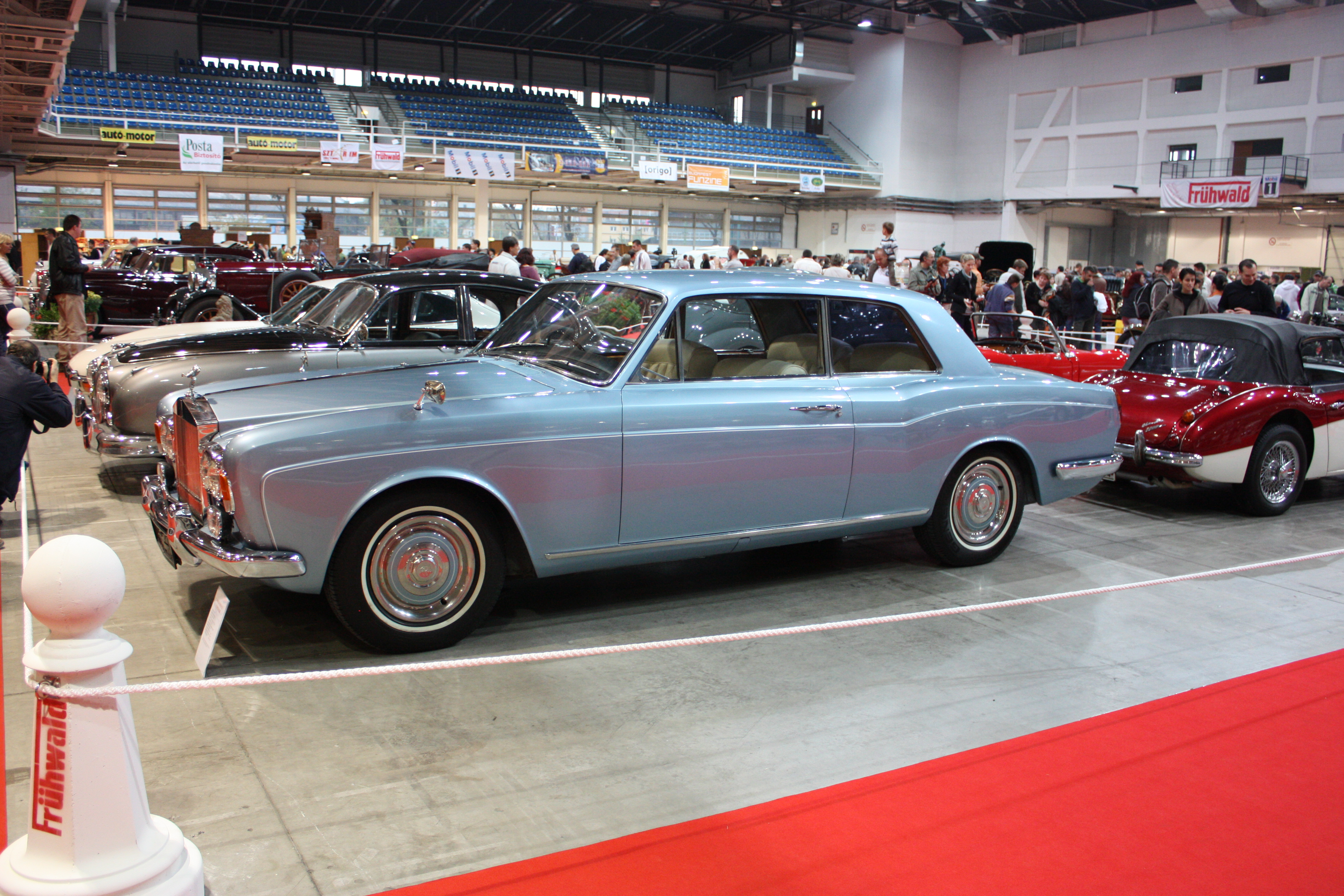
Rolls-Royce Silver Shadow dos puertas de 1966, carrozado por Mulliner Park Ward
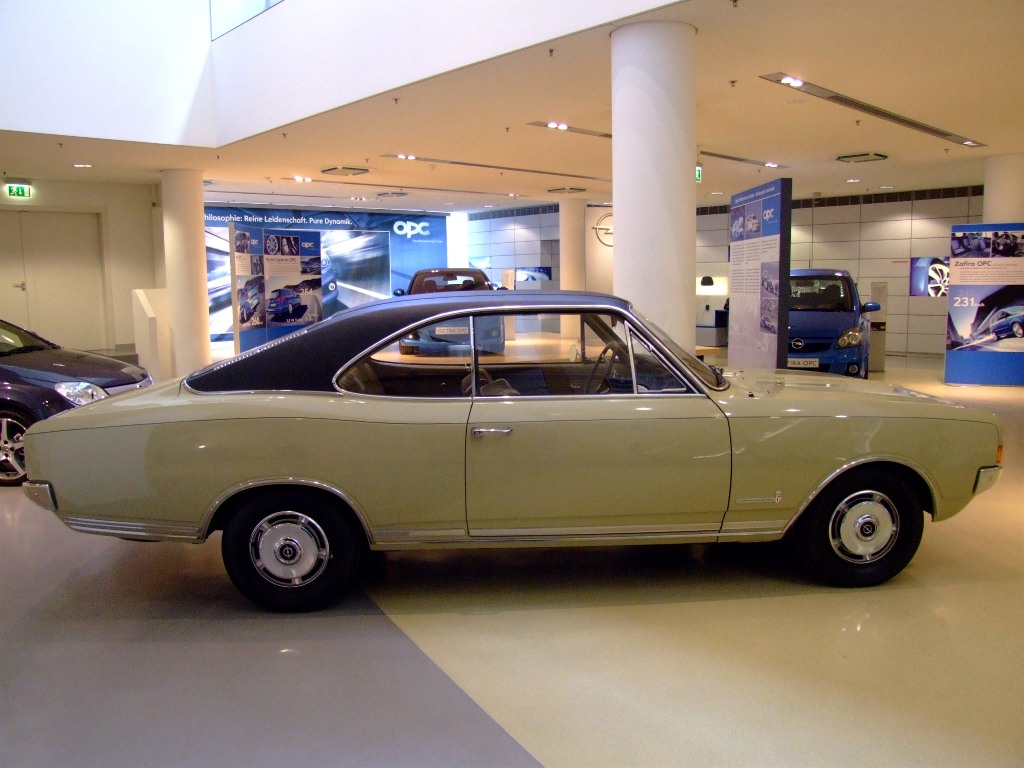
Opel Commodore A
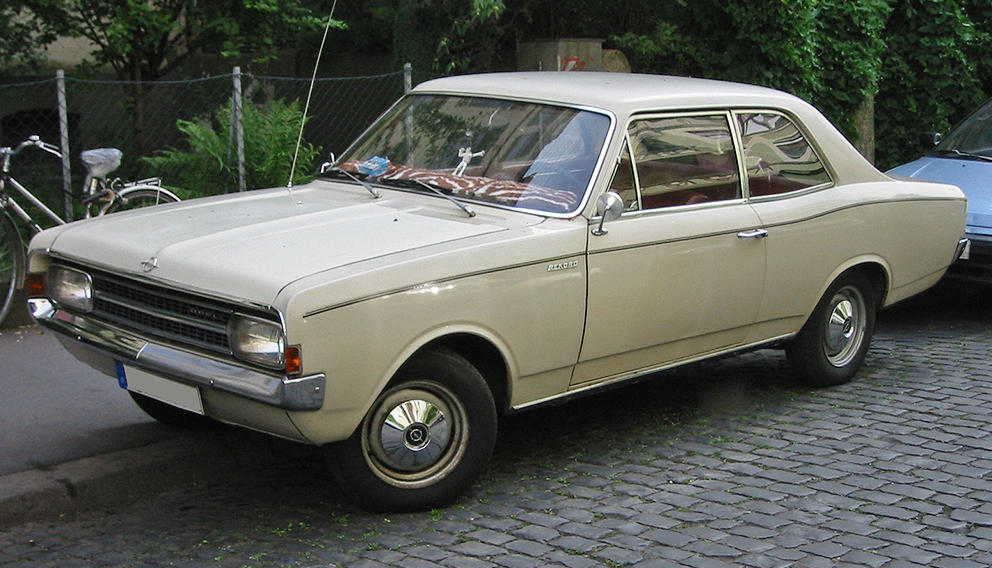
Opel Rekord C